# ねずみの初恋
『ねずみの初恋』（ねずみのはつこい）は、大瀬戸陸による日本の漫画作品。『週刊ヤングマガジン』（講談社）にて、2023年49号から連載中。2025年5月時点で累計部数が100万部を突破している。
単行本第1巻が発売された際には、南勝久が推薦のコメントを寄せており、「ミセスLOCKS!」にて大森元貴も感想を述べている。

## 登場人物
声の項はPVにおける声優。
ねずみ
声 - 高橋李依
本作の主人公である少女。鯆率いる暴力団に殺し屋として働かされている。身体能力は極めて高く、一般人であればほぼ確実に殺せる腕を持つ。以前、鯆の父親に性奴隷のような扱いを受けていたと思われる。
碧と出会い、恋に落ちる。
主な攻撃方法はナイフによる動脈切断、蹴りによる頸椎粉砕。

碧（あお）
声 - 花江夏樹
ねずみに恋をした少年。彼女の正体や実情を知ってもなお、彼女を愛する純情さを持つ。鯆の指示によりねずみに殺されかけたが、自身も殺し屋として働く意思を伝えると、一ヶ月以内に人を一人殺すという条件付きで釈放された。
主な攻撃方法はナイフによる動脈切断。
本人曰く運動音痴。

鯆（いるか）
声 - 石田彰
テング
鯆の側近として働く謎の多い人物。作中の描写からは、ねずみに殺し屋としての技術を教えた人物であることがうかがえる。体が小さく、年老いた体でありながら、ねずみを遥かに超える戦闘能力を持つ。口元を隠し、顎にまで達する特徴的な髭を生やしている。

## 書誌情報
- 大瀬戸陸 『ねずみの初恋』 講談社〈ヤンマガKCスペシャル〉、既刊6巻（2025年6月6日現在）
  1. 2024年3月6日発売[3][講 1]、ISBN 978-4-06-534423-1
  2. 2024年6月6日発売[講 2]、ISBN 978-4-06-535825-2
  3. 2024年9月5日発売[講 3]、ISBN 978-4-06-536880-0
  4. 2024年12月6日発売[講 4]、ISBN 978-4-06-537865-6
  5. 2025年3月6日発売[講 5]、ISBN 978-4-06-538914-0
  6. 2025年6月6日発売[講 6]、ISBN 978-4-06-539947-7

### 講談社コミックプラス
以下の出典は講談社コミックプラス（講談社）内のページ。書誌情報の発売日の出典としている。
1. ↑  “ねずみの初恋（1）”. 講談社コミックプラス.   講談社. 2024年9月24日閲覧。
2. ↑  “ねずみの初恋（2）”. 講談社コミックプラス.   講談社. 2024年9月24日閲覧。
3. ↑  “ねずみの初恋（3）”. 講談社コミックプラス.   講談社. 2024年9月24日閲覧。
4. ↑  “ねずみの初恋（4）”. 講談社コミックプラス.   講談社. 2024年9月24日閲覧。
5. ↑  “ねずみの初恋（5）”. 講談社コミックプラス.   講談社. 2025年3月6日閲覧。
6. ↑  “ねずみの初恋（6）”. 講談社コミックプラス.   講談社. 2025年6月6日閲覧。